# Harry Gersteling
Hendrikus Jacobus (Harry) Gersteling (Amsterdam, 3 juli 1890 – Hilversum, 22 maart 1964) was een Nederlands kunstschilder, tekenaar, boekbandontwerper en aquarellist. Hij werkte voornamelijk in Amsterdam en vanaf 1925 in Hilversum.
Hij maakte reizen naar Zuid-Frankrijk, Spanje, Mallorca en Corscia, het is onbekend wanneer. Hij vervaardigde ook portretten en stadsgezichtten. Hij ontwierp de serieband voor werken van Karl May voor de uitgeverij Goede Lectuur in 1939.